# WrestleMania 21
WrestleMania 21 est le vingt-et-unième WrestleMania, pay-per-view annuel de catch produit par la World Wrestling Entertainment. Il s'est déroulé le 3 avril 2005 au Staples Center de Los Angeles en Californie. Ce fut le premier WrestleMania au Staples Center mais le cinquième à prendre place dans l'Aire urbaine de la Californie du Sud (après WrestleMania 2, WrestleMania VII, WrestleMania XII et WrestleMania 2000). Les billets se sont vendus en moins d'une minute, faisant de l’événement la plus rapide vente complète de places de l'histoire de la compagnie et du Staples Center. Celui-ci a également battu son record d'affluence atteignant 20,193 spectateurs venant de 14 pays et 48 états américains, sans oublier les millions de téléspectateurs à travers plus de 90 pays dans le monde. Les recettes s'élèvent à 2,1 millions de dollars américains, faisant de WrestleMania 21 le show le plus rentable que la WWE ait organisée au Staples Center ainsi que le plus rentable des cinq WrestleMania tenus en Californie.

## Contexte
Les spectacles de la WWE en paiement à la séance sont constitués de matchs aux résultats prédéterminés par les scénaristes de la WWE. Ces rencontres sont justifiées par des storylines — une rivalité avec un catcheur, la plupart du temps — ou par des qualifications survenues dans les émissions de la WWE telles que Raw et SmackDown. Tous les catcheurs possèdent un gimmick, c'est-à-dire qu'ils incarnent un personnage gentil ou méchant, qui évolue au fil des rencontres. Un pay-per-view comme WrestleMania est un événement déterminant dans le déroulement des différentes storylines en cours.

### Triple H vs Batista
En tant que vainqueur du Royal Rumble match en janvier, Batista doit choisir de participer au match pour le World Heavyweight Championship détenu par Triple H ou au match pour le WWE Championship détenu par JBL. Tout le monde pensait que Batista choisirait de ne pas affronter Triple H, membre comme lui du gang de l'Evolution. Batista se retourne en fait contre Triple H et Ric Flair et les attaque avant de signer le contrat pour un match pour le World Heavyweight Championship. Il quitte ainsi l'Evolution et devient officiellement un personnage gentil.

### JBL vs John Cena
Suivant le Royal Rumble, un tournoi est organisé dans les émissions Smackdown afin de déterminer un adversaire au champion de la WWE à WrestleMania. La finale, organisée à No Way Out oppose John Cena à Kurt Angle, et John Cena en sort vainqueur. Il s'engage donc dans une rivalité avec JBL. Le 3 mars, Orlando Jordan, homme de main de JBL, remporte le titre de champion des États-Unis en battant Cena dans un match de championnat organisé à Smackdown. La semaine suivante, JBL et Orlando Jordan détruisent la ceinture de champion des États-Unis qui avait été imaginée par John Cena et la remplacent par l'originale.

### Big Show vs Akebono
Lors du Smackdown du 3 mars, Big Show apprend que le Japon aimerait savoir qui du Big Show ou de Akebono, sumotori Japonais, était le meilleur. La semaine suivante, Akebono lance un challenge au Big Show pour organiser à WrestleMania un match de sumo. Le Big Show accepte, invoquant le respect qu'il a pour Akebono.

### Kurt Angle vs Shawn Michaels
Lors de la bataille royale du Royal Rumble, Kurt Angle se fait éliminer par Shawn Michaels. Bien que sorti du match, Angle élimine Michaels à son tour avant de lui porter son Angle Lock. Au fil des semaines, Kurt Angle attaque verbalement et physiquement Shawn Michaels, ainsi que son coéquipier des Rockers Marty Jannetty. Lors du Raw du 21 février, Shawn Michaels propose un combat contre Kurt Angle à WrestleMania, ce que ce dernier accepte une semaine plus tard.

### Trish Stratus vs Christy Hemme
Lors du Raw du 28 février, Christy Hemme révèle sa présence sur la couverture du magazine Playboy. Trish Stratus interrompt la célébration et attaque Christy Hemme. Le 7 mars, Hemme lance un challenge à Trish Stratus, alors détentrice du Women's Championship, pour un match pour le titre à WrestleMania. Le challenge est accepté.

### The Undertaker vs Randy Orton
Randy Orton s'est vu conseiller par l'ancien combattant Billy Graham de faire quelque chose de marquant pour lancer sa carrière. Le jeune compétiteur se donne alors le surnom de « tueur de légendes » en combattant d'anciennes superstars du catch. Il souhaite conclure cette quête par un match contre l'Undertaker à WrestleMania. L'Undertaker accepte le défi d'Orton.

### Premier Money In The Bank Ladder match
Lors du RAW du 28 février, Chris Jericho expose son idée : faire un match de l'échelle à six. La semaine suivante, Eric Bischoff annonce que la proposition de Jericho a été acceptée. Il explique les règles : il s'agira de décrocher une valise suspendue au-dessus du ring ; le vainqueur pourrait décider d'affronter le champion de son choix quand il le veut et où il veut pendant un an. Les participants sont Chris Jericho, Christian, Kane, Shelton Benjamin, Chris Benoit et Edge. À la suite de cette annonce, des matchs sont organisés entre les six protagonistes.

### Eddie Guerrero vs Rey Mysterio
Chavo Guerrero, qui était en rivalité avec Eddie Guerrero et Rey Mysterio, tente par tous les moyens de les monter l'un contre l'autre. Lors du Smackdown du 24 février, Eddie propose qu'un match amical soit organisé entre lui et Rey Mysterio à WrestleMania, ce que Mysterio accepte.

## Résultats
| #                                                                | Match | Stipulation | Durée |
| ---------------------------------------------------------------- | --- | --- | ----- |
| Dark                                                             | Booker T bat Paul London, Heidenreich, Spike Dudley, Nunzio, Funaki, Doug Basham, Danny Basham, Orlando Jordan, Mark Jindrak, Luther Reigns, Scotty 2 Hotty, Hardcore Holly, Charlie Haas, Billy Kidman, Akio, Simon Dean, William Regal, Tajiri, Rob Conway, Sylvain Grenier, Snitsky, The Hurricane, Rosey, Chris Masters, Viscera, Rhyno, Val Venis, Tyson Tomko et Maven | 30-man Battle Royal | 16:36 |
| 1                                                                | Rey Mysterio bat Eddie Guerrero | Match simple | 12:39 |
| 2                                                                | Edge bat Chris Jericho, Shelton Benjamin, Chris Benoit, Christian (avec Tyson Tomko) et Kane | Money in the Bank Ladder Match. Le vainqueur a le droit à un match de championnat, quand il veut, où il veut pendant un an. | 15:17 |
| 3                                                                | The Undertaker bat Randy Orton - Ce match amenait la serie d'invincibilité de l'Undertaker à 13-0 | Match simple pour essayer de mettre un terme à la série d'invincibilité de l'Undertaker à WrestleMania.                     | 14:14 |
| 4                                                                | Trish Stratus (c) bat Christy Hemme (avec Lita) | Match simple pour le Women's Championship                                                                                   | 04:11 |
| 5                                                                | Kurt Angle bat Shawn Michaels | Match simple | 27:32 |
| 6                                                                | Akebono bat The Big Show | Match de sumo | 01:02 |
| 7                                                                | John Cena bat JBL (c) | Match simple pour le WWE Championship                                                                                       | 11:26 |
| 8                                                                | Batista bat Triple H (c) | Match simple pour le World Heavyweight Championship                                                                         | 21:34 |
| (c) désigne le(s) champion(s) défendant son titre dans le match. | | |       |

- Durant le show, Hulk Hogan sauve Eugene des moqueries de Muhammad Hassan et Daivari.
- "Rowdy" Roddy Piper confronte Stone Cold Steve Austin dans le Piper's Pit.
- "The Mouth of the South" Jimmy Hart, "Mr. Wonderful" Paul Orndorff, The Iron Sheik, "Cowboy" Bob Orton, Nikolai Volkoff, "Rowdy" Roddy Piper et Hulk Hogan ont été introduits au WWE Hall of Fame de 2005 par "Mean" Gene Okerlund.